# Rhinophis oxyrhynchus
Espèce
Synonymes
- Typhlops oxyrhynchus Schneider, 1801
- Dapatnaya lankadivana Kelaart, 1853
- Mytilia unimaculata Gray, 1858

Statut de conservation UICN

 LC  : Préoccupation mineure
Rhinophis oxyrhynchus est une espèce de serpents de la famille des Uropeltidae. 

## Répartition
Cette espèce est endémique du Sri Lanka. Elle se rencontre dans les provinces du Nord et de l'Est.

## Publication originale
- Schneider, 1801 : Historiae Amphibiorum naturalis et literariae. Fasciculus secundus continens Crocodilos, Scincos, Chamaesauras, Boas. Pseudoboas, Elapes, Angues. Amphisbaenas et Caecilias. Frommani, Jena, p. 1-374 (texte intégral).